# Bussy-le-Repos (Yonne)
Bussy-le-Repos ist eine französische Gemeinde mit 455 Einwohnern (Stand: 1. Januar 2022) im Département Yonne in der Region Bourgogne-Franche-Comté (vor 2016 Bourgogne). Bussy-le-Repos gehört zum Arrondissement Sens und zum Kanton Villeneuve-sur-Yonne. Die Einwohner werden Buxois genannt.

## Geographie
Bussy-le-Repos liegt etwa 18 Kilometer südsüdwestlich des Stadtzentrums von Sens. Umgeben wird Bussy-le-Repos von den Nachbargemeinden Chaumot im Norden, Rousson im Nordosten, Villeneuve-sur-Yonne im Osten und Nordosten, Saint-Julien-du-Sault im Osten und Südosten, Verlin im Süden, Saint-Martin-d’Ordon im Südwesten sowie Piffonds im Westen.

## Bevölkerungsentwicklung
| Jahr                      | 1881 | 1962 | 1968 | 1975 | 1982 | 1990 | 1999 | 2006 | 2013 |
| Einwohner                 | 602  | 317  | 272  | 242  | 243  | 278  | 313  | 359  | 426  |
| Quelle: Cassini und INSEE |      |      |      |      |      |      |      |      |      |

## Sehenswürdigkeiten
- Kirche Saint-Pierre aus dem 13. Jahrhundert, seit 1992 Monument historique
- Schloss Boisrond

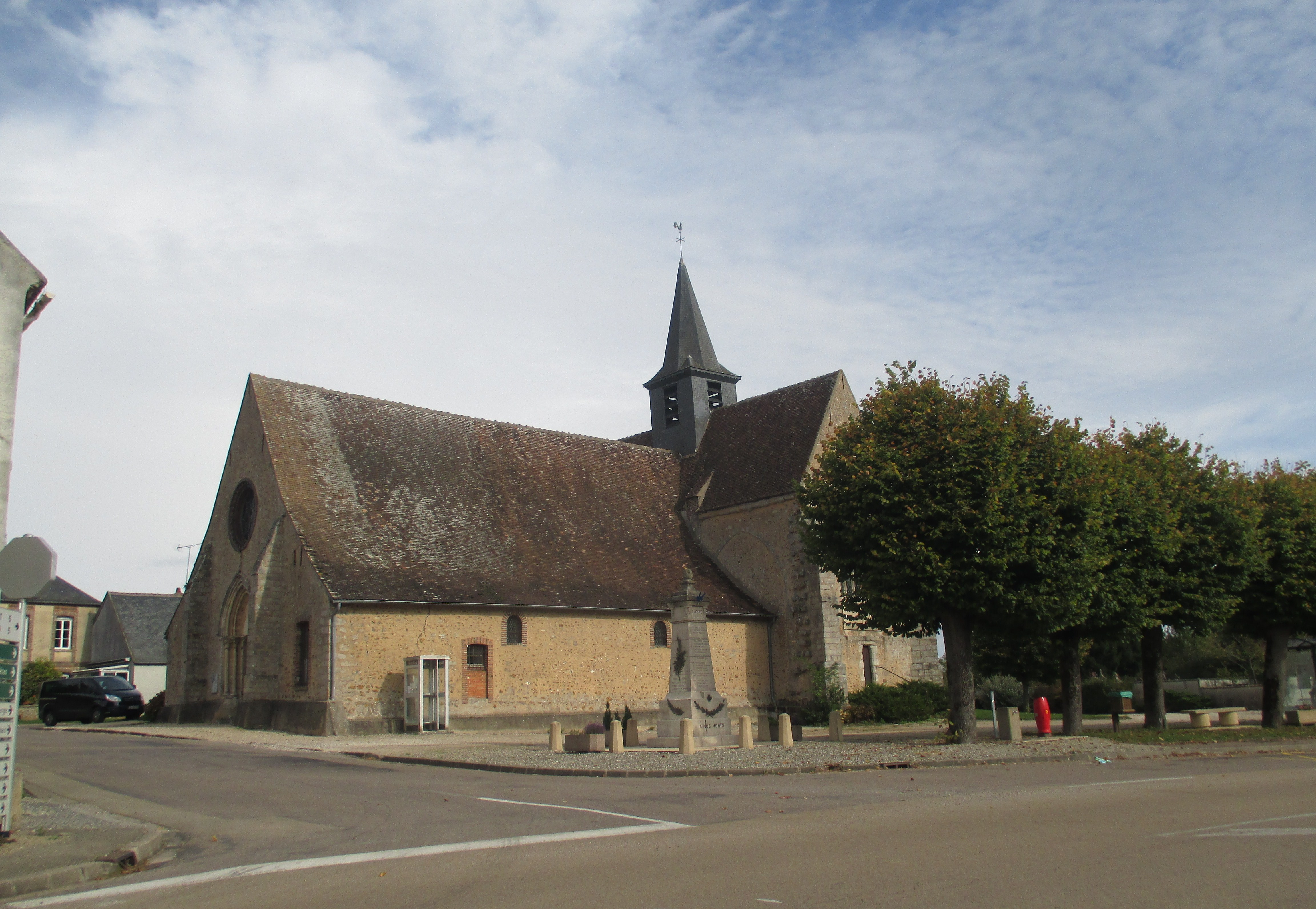
Kirche Saint-Pierre
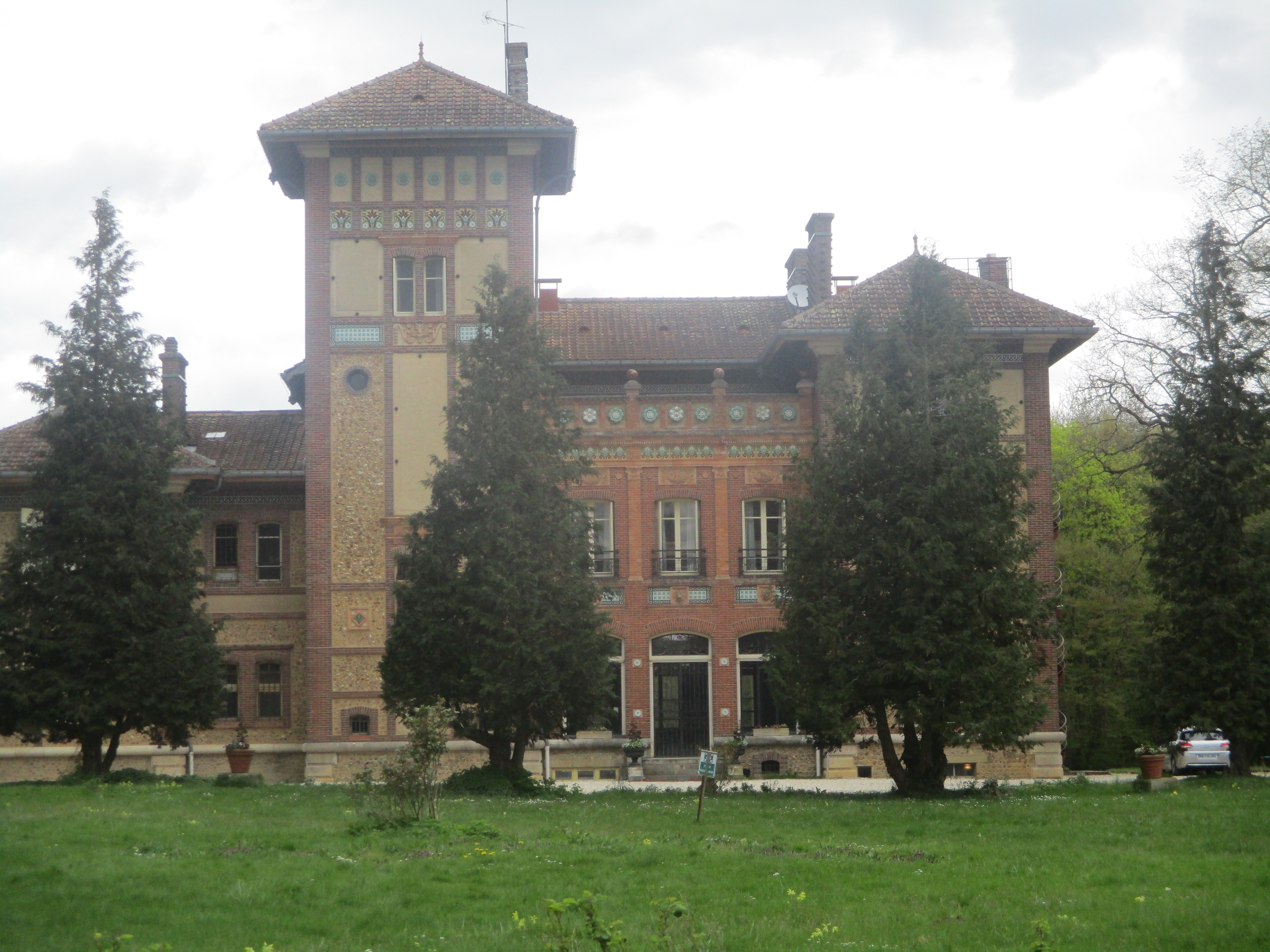
Schloss Boisrond

## Persönlichkeiten
- Gaëtan de Rosnay (1912–1992), Maler